# Limnocentropus grandis
Limnocentropus grandis är en nattsländeart som beskrevs av Banks 1934. Limnocentropus grandis ingår i släktet Limnocentropus och familjen Limnocentropodidae. Inga underarter finns listade i Catalogue of Life.